# Ørbæk
Ørbæk – miasto w Danii, w gminie Nyborg na wyspie Fionia. W latach 1970–2006 centrum administracyjne nieistniejącej obecnie gminy Ørbæk. W 2016 roku populacja miasta wyniosła 1596 osób.
Ørbæk posiada umowę o współpracy z Olszyną w województwie dolnośląskim.